# Камаль Бахамдан
Камаль Бахамдан  (13 лютого 1970) — саудівський вершник, олімпійський медаліст.

## Виступи на Олімпіадах
| Олімпіада    | Дисципліна       | Місце                 |
| ------------ | ---------------- | --------------------- |
| Атланта 1996 | конкур, особисті | участь (кваліфікація) |
| Атланта 1996 | конкур, командні | 17                    |
| Сідней 2000  | конкур, особисті | 65 (кваліфікація)     |
| Афіни 2004   | конкур, особисті | участь к2/2           |
| Пекін 2008   | конкур, особисті | участь (кваліфікація) |
| Пекін 2008   | конкур, командні | 11 к2/3               |
| Лондон 2012  | конкур, особисті | 4                     |
| Лондон 2012  | конкур, командні | 3                     |